# Empty Boat
Empty Boat es un grupo musical formado por intérpretes de diferentes culturas en 2004, con voluntad humanitaria: la de mejorar las condiciones de vida en países como Mozambique; facilitar unas mínimas infraestructuras de salubridad a quienes no las tienen y deben vivir en poblaciones que las necesitan.

## Formación
Músicas/os de muy distantes procedencias geográficas y estilos fusionando en sus composiciones el aporte cultural y experiencia de cada una/o:
Voces: MADALAINE BRODRICK / FILOMENA CAMPUS / SONIA SANTANA / MÔNICA VASCONCELOS
Instrumentistas: STEVE BLAKE (saxo, banjo) / STEVE BUCKLEY (saxo, clarinete bajo) / DEAN BRODRICK (teclados, compositor) / DAVIDE GIOVANNINI (batería) /  HOWARD JACOBS (percusión) / GIDEON JUCKES (tuba) / SIMON KING (guitarra) / MARK SANDERS (batería)
Proviene de una idea que 14 años antes tuvo Dean Brodrick, su principal compositor, tras una larga estancia en distintas zonas de África, sobre todo en Mozambique. Éste es uno de los países con más mortalidad infantil (100 de cada 1.000 recién nacidos en 2005) y corta esperanza de vida (40 años). La letra de las canciones publicadas de Empty Boat tiene como constante protagonista de sus letras el AGUA, con el objetivo más directo de esta iniciativa: favorecer el acceso a ella en los países más necesitados; a la sanidad social e higiene; a bienes y objetos que nos resultan tan cotidianos y domésticos como el agua potable, los sanitarios, las cañerías. Que tengan acceso a la salubridad porque el agua es un factor decisivo en ella.

## Estilo de su música
Singular en la suma de instrumentos y arreglos. Por ser ecléctico en los elementos musicales comunes y potenciar los respectivos matices de cada integrante, profesionales reconocidos en cada país. "Vienen de todas las disciplinas diferentes y tienen más gusto por las combinaciones exóticas y poco probables", dice Dean. Eso ha hecho que sus canciones gusten en culturas muy distintas, como prueba el que hayan sido repetidas en “covers” de muy distinta procedencia. Por experiencia y la trayectoria de cada integrante en distintos estilos la capacidad de variedad es mayor. "Cada uno de los proyectos de este barco es todo un viaje sin destino conocido… con creación feliz de nuevos puertos". En los temas se combinan ritmos africanos y múltiples voces con percusión latina, jazz, armonías brasileñas… La suma de viento de acordeón, tuba, saxofón, clarinete bajo, fagot, flauta dulce y flautín han formado la base de la música, muy colorida con teclados, guitarra…
Su música sigue evolucionando desde el primer viaje no figurado del grupo a Mozambique, en 2004. Siempre que pueden reunirse añaden nuevas experiencias personales a su música, sofisticada en su sencillez. Las canciones están fuertemente estructuradas y sus melodías llevan la voz de muchas personas y países diferentes.

## Discografía
De todos los temas compuestos se han grabado unos 16. El sello POO PRODUCTIONS ha hecho sucesivas reediciones de un álbum -WAITLESS- en las que se agrupan algunos de ellos, incluyendo más o menos canciones o variando su orden en cada país. La primera edición fue hecha en 1 junio 2007, con este contenido:
1. Agua Pura
2. Amor Bacana (As above so below)
3. Eu vivo neste mundo (I live in this World)
4. Mamãe Iemanja (I Call the Stars)
5. The Church Doors
6. Drinking Water 
7. I Surrendaa (Eu Me Entregou) 
8. Joe Slow
9. Mozambiquan Beaches
10. Up Up + Away
11. River Book (Waitless) 

Igualmente se han compuesto y editado como EP otras versiones:
1. Agua Pura     (Fitzcaraldo's jungle jazz piano mooch on 78rpm)
2. The Church Doors  	(Township temple song for dudu pukwana)
3. Drinking Water  	(Hand made minor montuno with tooting and choro)
4. I Surrendaa (eu me entregou)  	(Two word penny whistle salsa)
5. Mamae Iemanja  	(Amazonian sea shore hino for yoruba water goddess)